# Liste de cours d'eau d'Oman
En raison du caractère aride du pays et de la faible pluviométrie et de sa saisonnalité, la plupart des cours d'eau du Sultanat d'Oman sont éphémères et portent le nom de « wadi » (équivalent de oued).
En voici une liste organisée par bassin versant :

## Péninsule de Musandam
- Wadi Bih
- Wadi Qadah
- Wadi Khasab
- Wadi Khabb

## Golfe d'Oman
- Wadi Hatta
- Wadi Abd ar Rahman
- Wādī Banī ‘Umar al Gharbī
- Wadi Suq
- Wadi Jizzi
- Wadi Sarami
- Wadi al Hawasinah
- Wadi al Abyad
- Wadi Samail
- Wadi Mayh
- Wadi Mijlas
- Wadi Dayqah
- Wadi Hawir
- Wadi al Arabiyin
- Wadi Bimmah
- Wadi Fins
- Wadi Shab
- Wadi Tiwi
- Wadi Hilm
- Wadi Rafsah

## Mer d'Arabie
- Wadi al Batha (Oman) (Batha River)
  - Wadi Bani Khalid
- Wadi Andam
  - Wadi Matam
    - Wadi al Ithli

  - Wadi Mahram
- Wadi Halfayn
- Wadi Quiam
- Wadi Tarban
- Wadi Qilfah
- Wadi Gharm
- Wadi Haytam
- Wadi Ghadun (Arabian Sea)
- Wadi Watif
- Wadi Aynayn (Aynina River)

## Rub' al Khali
- Wadi Dank
- Wadi Khuwaybah
- Umm al Samim
  - Wadi al Ayn
    - Wadi Rafash

  - Wadi Aswad
  - Wadi Umayri
    - Wadi Haniyah
    - Wadi Ghul

  - Wadi Musallim
- Wadi Majhul
- Wadi Bin Khawtar
  - Wadi Arah
  - Wadi Qitbit
    - Wadi Jazal

  - Wadi Maharib
  - Wadi Umm al Hayt (Wadi Hayta)
  - Wadi Dawkah
  - Wadi Ghadun (Rub' al Khali)
  - Wadi Aydim
    - Wadi al Madi
      - Wadi Stum

  - Wadi Shihan
- Nukhdat Fasad
- Wadi Mitan

## Source
- (en) Cet article est partiellement ou en totalité issu de l’article de Wikipédia en anglais intitulé « List of wadis of Oman » (voir la liste des auteurs).